# Obersturmführer

As insígnias de um Obersturmführer.

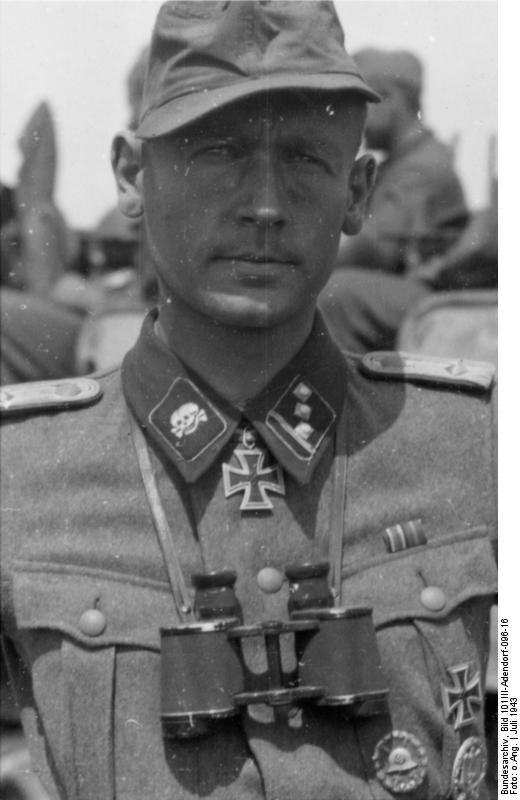
Um Obersturmführer da 3ª Divisão SS Totenkopf.

Obersturmführer era um posto paramilitar do partido nazista que foi usado pela SS e também como um posto dos SA. Traduzido como "Senior Assault (ou Tempestade) Leader", o posto de Obersturmführer foi criado em 1932 como resultado de uma expansão de (SA) e da necessidade de uma classificação adicional no corpo do oficial. Obersturmführer também se tornou um oficial das SS na mesma época.
Um SA-Obersturmführer foi tipicamente um comandante de companhia Júnior encarregados de entre cinquenta a cem soldados. Dentro da SS, o posto de Obersturmführer realizada uma ampla gama de ocupações de auxiliar de pessoal, oficial da Gestapo, supervisor de campo de concentração, e Pelotão Waffen-SS Comandante para citar apenas alguns. Entre ambas as SS e SA, o posto de Obersturmführer foi considerado o equivalente a um Oberleutnant na Wehrmacht alemã.
A insígnia de Obersturmführer era três pontos de prata e uma de prata faixa centrada em um patch para o colarinho do uniforme. A classificação era superior a um Untersturmführer (ou Sturmführer no SA) e inferior ao posto de Hauptsturmführer.

## Insígnias
| Obersturmführer SS, SA, NSKK, e NSFK |                    |                             |                        |                                              |                                             |
| Schutzstaffel (SS)                   | Schutzstaffel (SS) | Schutzstaffel (SS)          | Sturmabteilung (SA)    | Nationalsozialistische Kraftfahrkorps (NSKK) | Nationalsozialistisches Fliegerkorps (NSFK) |
|                                      |                    |                             |                        |                                              |                                             |
| Waffen-SS                            | Waffen-SS          | - Allgemeine-SS - Waffen-SS | Insígnias de colarinho | Insígnias de colarinho                       | Insígnias de colarinho                      |